# 1959-es argentin labdarúgó-bajnokság (első osztály)
Az 1959-es Primera División volt a 68. alkalommal megrendezett, legmagasabb szintű labdarúgó-bajnokság Argentínában.
A címvédő a Racing Club volt. A tornát a San Lorenzo csapata nyerte meg, a bajnokság történetében hetedjére. A San Lorenzo kvalifikált az első Copa Libertadoresbe.
A bajnokság 1959. május 3-án kezdődött és november 20-án ért véget.

## Tabella
| Hely. | Csapat                         | M  | Gy | D  | V  | G+ | G– | Gk  | P  | Továbbjutás vagy kiesés                         |
| ----- | ------------------------------ | -- | -- | -- | -- | -- | -- | --- | -- | ----------------------------------------------- |
| 1.    | San Lorenzo (B)                | 30 | 21 | 3  | 6  | 75 | 42 | +33 | 45 | Bajnokcsapat; kvalifikált a Copa Libertadoresbe |
| 2.    | Racing Club                    | 30 | 17 | 4  | 9  | 80 | 48 | +32 | 38 |                                                 |
| 3.    | Independiente                  | 30 | 11 | 11 | 8  | 44 | 37 | +7  | 33 |                                                 |
| 4.    | Ferro Carril Oeste (F)         | 30 | 10 | 13 | 7  | 47 | 41 | +6  | 33 |                                                 |
| 5.    | River Plate                    | 30 | 14 | 4  | 12 | 49 | 45 | +4  | 32 |                                                 |
| 6.    | Newell’s Old Boys              | 30 | 12 | 8  | 10 | 35 | 36 | −1  | 32 |                                                 |
| 7.    | Atlanta                        | 30 | 9  | 14 | 7  | 34 | 35 | −1  | 32 |                                                 |
| 8.    | Boca Juniors                   | 30 | 12 | 6  | 12 | 51 | 44 | +7  | 30 |                                                 |
| 9.    | Huracán                        | 30 | 9  | 12 | 9  | 46 | 57 | −11 | 30 |                                                 |
| 10.   | Estudiantes (LP)               | 30 | 10 | 8  | 12 | 52 | 62 | −10 | 28 |                                                 |
| 11.   | Lanús                          | 30 | 10 | 7  | 13 | 54 | 59 | −5  | 27 |                                                 |
| 12.   | Vélez Sarsfield                | 30 | 6  | 14 | 10 | 43 | 46 | −3  | 26 |                                                 |
| 13.   | Argentinos Juniors             | 30 | 7  | 11 | 12 | 46 | 45 | +1  | 25 |                                                 |
| 14.   | Gimnasia y Esgrima (LP)        | 30 | 9  | 7  | 14 | 49 | 62 | −13 | 25 |                                                 |
| 15.   | Rosario Central                | 30 | 8  | 7  | 15 | 38 | 50 | −12 | 23 |                                                 |
| 16.   | Central Córdoba de Rosario (K) | 30 | 7  | 7  | 16 | 32 | 66 | −34 | 21 | Kiesett                                         |